# River Dulnan
River Dulnan är ett vattendrag i Storbritannien.   Det ligger i kommunen Highland och riksdelen Skottland, i den norra delen av landet, 700 km norr om huvudstaden London.